# اوغورجه (أديامان)
اوغورجه (بالكردية: Enaw‏) (بالتركية: Uğurca)‏ هي قرية تتبع إداريّاً لمديرية أديامان في محافظة أديامان التركية الواقعة في جنوب شرق الأناضول. وبلغ عدد سكانها 184 نسمة في عام 2021.